# 오타촌 (이와테현 이와테군)
오타촌(太田村)은 1955년까지 이와테현 이와테군 남부에 위치했던 촌이다. 현재의 모리오카시 가미오타·나카타다·시모오타·이노유키·가미카쓰마에 해당한다.

## 지리
하천:시즈쿠이시강

## 연혁
- 1889년 4월 1일 - 정촌제 시행과 함께 - 미나미이와테군 오타촌이 성립하였다.
- 1896년 3월 29일 - 미나미이와테군, 기타이와테군과 합병해 이와테군 오타촌이 되었다.
- 1955년 4월 1일 - 모리오카시에 편입하였다.

## 참고서적
- 『이와테현 정촌 합병지』(이와테현 총무부 지방과, 1957년)